# Aurélie Jonary
Aurélie Jonary, née le 2 juillet 1969, est une athlète malgache.

## Biographie
Aurélie Jonary remporte la médaille de bronze du relais 4 x 100 mètres aux Jeux de la Francophonie 1994 à Bondoufle, la médaille d'or du 400 mètres haies et la médaille de bronze du relais 4 x 400 mètres aux Jeux de la Francophonie 1997 à Antananarivo et la médaille d'argent du relais 4 x 100 mètres aux Jeux africains de 1999 à Johannesbourg. 
Elle est également championne de Madagascar du 100 mètres en 1997, du 400 mètres en 1990 et du 400 mètres haies en 1989, 1992, 1993, 1995, 1997 et 1998.

### Palmarès
| Date | Compétition             | Lieu          | Résultat | Épreuve     | Performance  |
| ---- | ----------------------- | ------------- | -------- | ----------- | ------------ |
| 1994 | Jeux de la Francophonie | Bondoufle     | 3e       | 4 x 100 m   | 45 s 22      |
| 1997 | Jeux de la Francophonie | Antananarivo  | 1re      | 400 m haies | 57 s 20      |
| 1997 | Jeux de la Francophonie | Antananarivo  | 3e       | 4 x 400 m   | 3 min 35 s 9 |
| 1998 | Championnats d'Afrique  | Dakar         | 7e       | 400 m haies | 58 s 77      |
| 1999 | Jeux africains          | Johannesbourg | 8e       | 400 m haies | 1 min 0 s 95 |
| 1999 | Jeux africains          | Johannesbourg | 2e       | 4 x 100 m   | 43 s 98      |

### Records
| Épreuve     | Épreuve   | Performance     | Lieu         | Date             |
| ----------- | --------- | --------------- | ------------ | ---------------- |
| 400 m       | Plein air | 55 s 8          | Turin        | 24 juin 1998     |
| 400 m haies | Plein air | 57 s 20         | Antananarivo | 5 septembre 1997 |
| 4 x 400 m   | Plein air | 3 min 35 s 9 NR | Antananarivo | 6 septembre 1997 |